# Тамара Симић Васић
Тамара Симић Васић (Београд, 21. јануар 1963) српски је академски сликар.
Завршила је дизајнерску школу у Београду. Дипломирала је на Факултету ликовних уметности у класи Воје Тодорића 1988 године у Београду.
Члан је Удружења Ликовних Уметника Србије (УЛУС) од 1993 године.

## Изложбе
| Година | Место одржавања |
| ------ | --- |
| 1984.  | - Београд, Изложба цртежа "ГАЛЕРИЈА 73" |
| 1985.  | - Београд, Групна изложба студената II године ФЛУ – галерија ФЛУ |
| 1989.  | - Београд, Изложба слика – галерија Бигз-а |
| 1991.  | - Београд, Самостална изложба - слике на свили, НУ Браћа Стаменковић-галерија НУБС-а - Београд, XII изложба цртежа Београд 91. НУ Браћа Стаменковић, галерија НУБС                                              |
| 1992.  | - Београд, Самостална изложба -слике на свили, галерија у "ФОАЈЕ"-у, сцена Земун - Београд, Изложба цртежа Београд 92. НУ Браћа Стаменковић, галерија НУБС                                                      |
| 1993.  | - Београд, 25. Мајска изложба, Уметнички павиљон „ Цвијета Зузорић“ - Београд, Изложба новопримљених чланова УЛУПУДС-а, галерија Сингидунум - Београд, Члан је удрузења УЛУПУДС-а                               |
| 1995.  | - Београд, Изложба "Ситнице које стил значе", мала галерија Сингидунум - Београд, 27. Мајска изложба УЛУПУДС, музеј 25. Мај - Београд, 28. Мајска изложба УЛУПУДС, музеј 25. Мај                                |
| 1996.  | - Београд, 37. Октобарски салон, музеј 25. Мај |
| 1997.  | - Београд, 29. Мајска изложба УЛУПУДС, „ Цвијета Зузорић “ |
| 1998.  | - Београд, Изложба Тисо ‘98 - Београд, II међународни сајам уметности и ум. опреме АРТ ЕКСПО |
| 2000.  | - Београд, 32. Мајска изложба „ Цвијета Зузорић“ |
| 2001.  | - Београд, Мајска изложба, музеј 25. Мај |
| 2008.  | - Београд, Изложба минијатуре Сингидунум, XV Београдска мини арт сцена |
| 2009.  | - Београд, 41. Мајска изложба - Београд, Аксесоар 03 Изложба секције за текстил и савремено одевање УЛУПУДС-а, галерија Сингидунум                                                                              |
| 2013.  | - Београд, Рециклажа Галерија Сингидунум |
| 2014.  | - Београд, ”8Март” Мала галерија, Узун Миркова |
| 2015.  | - Београд, Изложба Новогодишња честитка, Мала галерија, Узун Миркова - Београд, Изложба Кутија, Галерија Сингидунум, Кнез Михајлова - Београд, Самостална изложба “ Нежне године” , Мала галерија, Узун Миркова |